# Kyōko Ishida
Kyōko Ishida, później Noguchi (jap. 石田 (-野口) 京子 Ishida (-Noguchi) Kyōko; ur. 12 lipca 1960 w Osace) – japońska siatkarka, medalistka igrzysk olimpijskich, igrzysk azjatyckich i mistrzostw Azji.

## Życiorys
Wraz z reprezentacją Japonii zdobyła srebrny medal na Igrzyskach Azjatyckich 1982 w Nowym Delhi oraz tryumfowała podczas mistrzostw Azji 1983 rozgrywanych w Fukuoce. Wystąpiła na igrzyskach olimpijskich 1984 odbywających się w Los Angeles. Zagrała wówczas w jednym z trzech meczów fazy grupowej, przeciwko Kanadzie. Japonki zdobyły brązowy medal po zwycięskim meczu o 3. miejsce z reprezentacją Peru.
W latach 1979–1987 była zawodniczką klubu Hitachi Belle Fille, z którym sześciokrotnie zdobyła mistrzostwo ligi japońskiej pomiędzy 1982 i 1987.